# Maoula
Il y a un site minier à Maoula depuis 2017 
Maoula une commune rurale située dans le département de Yaho de la province des Balé dans la région de la Boucle du Mouhoun au Burkina Faso.